# میتسوبیشی کاسی
میتسوبیشی کاسی (به انگلیسی: Mitsubishi Kasei) یک هواپیمای ساختِ کارخانهٔ میتسوبیشی در کشور ژاپن است.